# Баясгалан Гарьдмагнай
Баясгалангийн (Баясгалан) Гарьдмагнай (монг. Баясгалангийн Гарьдмагнай; род. 17 сентября 1985 года) — монгольский футболист, защитник, и тренер. В данный момент главный тренер национальной сборной Монголии.

## Карьера
Баясгалан Гарьдмагнай начинал свою карьеру в клубе «Мазаалай». Там он начинал играть как нападающий, но позднее переквалифицировался в полузащитника оборонительного плана. В 2007 году игрок перешёл в «Эрчим», в составе которого дважды стал чемпионом Монголии. Затем он на сезон вернулся в родной «Мазаалай», а потом вновь перешёл в «Эрчим», выиграв в составе клуба Кубок Монголии. Сезон 2011/12 Баясгалан Гарьдмагнай начал в иракском клубе «Эрбиль». 5 мая 2012 года он пополнил ряды китайского «Далянь Шидэ», но сразу же был отдан в аренду «Эрчиму», в составе которого выиграл ещё один титул чемпиона Монголии.
За сборную Монголии Баясгалан Гарьдмагнай играл с 2003 по 2019 года, проведя 35 игр и забив 2 мяча.

## Достижения
- Чемпион Монголии (4): 2007, 2008, 2012, 2013[3]
- Обладатель Кубка Монголии (2): 2011, 2012
- Обладатель суперкубка Монголии (1): 2012